# اورانیل زینک استات
اورانیل زینک استات (به انگلیسی: Uranyl zinc acetate) با فرمول شیمیایی ZnUO۲(CH۳COO)۴ یک ترکیب شیمیایی است. که جرم مولی آن 571.59 g/mol می‌باشد. 